# John Kerr

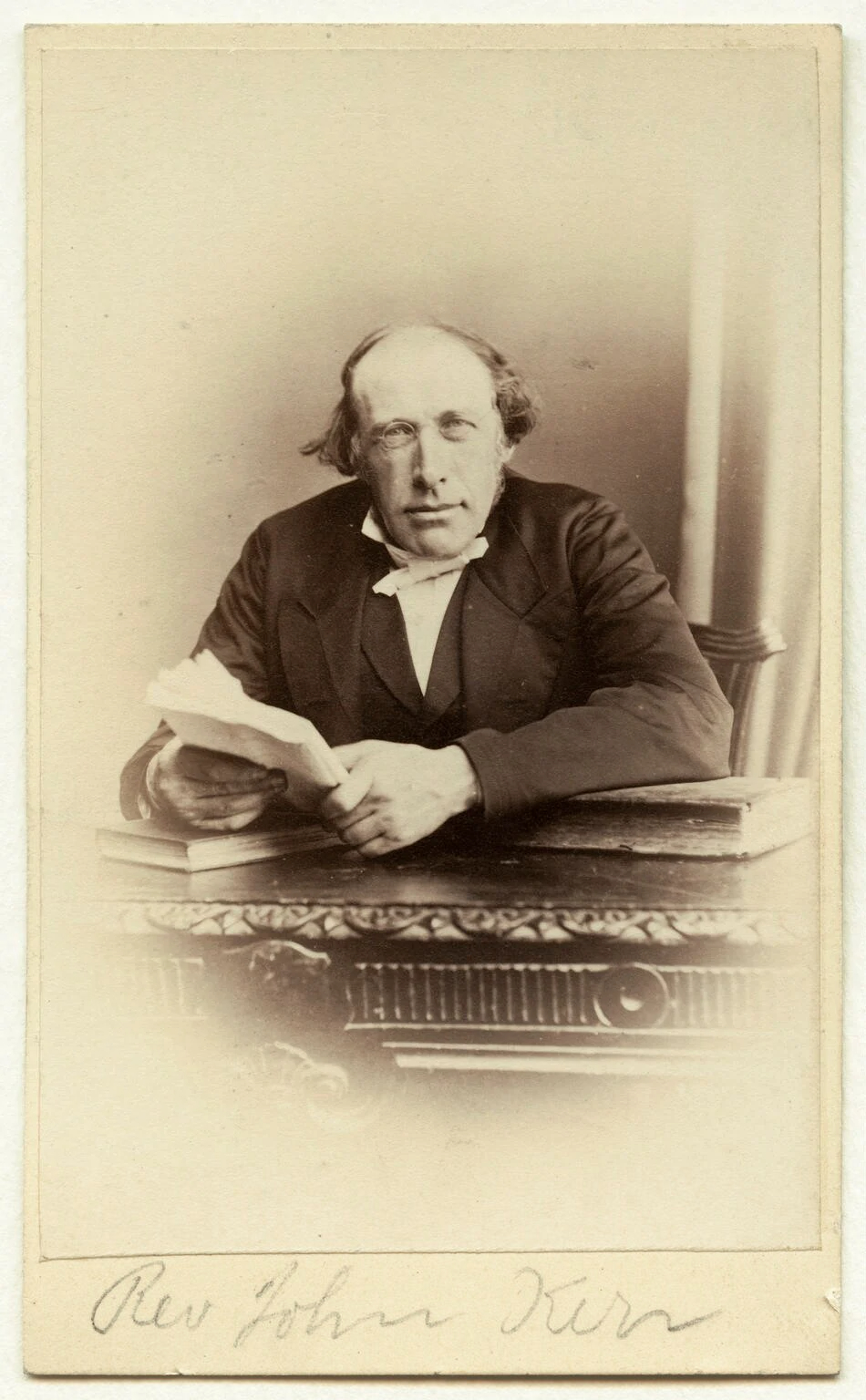
John Kerr, c. 1860

John Kerr, född 17 december 1824, död 18 augusti 1907, var en skotsk fysiker.
Han ägnade sig först åt teologiska studier och blev 1857 lärare i matematik vid Free church training college for teachers i Glasgow. Han gjorde där grundläggande upptäckter inom elektrooptikens område. Han fann 1876 att polariserat ljus som reflekteras från polerna av en järnelektromagnet får sitt polarisationsplan vridet i motsatt led mot den magnetiserande strömmen. Ännu större uppseende väckte hans upptäckt tre år senare att isolatorer både i fast (till exempel glas) och flytande form (till exempel kolsvavla, terpentin, oljor) blir optiskt dubbelbrytande i ett kraftigt elektriskt fält.